# 中野伸哉
中野 伸哉（なかの しんや、2003年8月17日 - ）は、佐賀県佐賀市出身のプロサッカー選手。Jリーグ・ガンバ大阪所属。ポジションはディフェンダー（DF）。

## 来歴

### クラブ
3歳上の兄の影響で、小学校1年生から思斉館FCでサッカーを始め、中学校からサガン鳥栖のアカデミーへ加入。2020年と2021年、トップチームに2種登録され、2020年8月1日、J1第8節のFC東京戦で途中出場し、Jリーグデビューした。クラブ史上最年少出場記録を更新する16歳11か月15日でのデビューとなった。
2021年2月27日、湘南ベルマーレ戦では稲本潤一を超える17歳6か月10日のJリーグ史上最年少でJ1開幕戦スタメン出場を果たした。7月30日、正式に30日付けでユースからトップチームに昇格したことを発表した。
2022年4月6日、J1第7節の北海道コンサドーレ札幌戦でプロ初ゴールを決めた。
2023年8月8日、ガンバ大阪へ期限付き移籍で加入することが発表された。
2024シーズンよりガンバ大阪に完全移籍。7月21日～29日の9日間、FW坂本一彩と共にG大阪とパートナーシップ契約を締結したオランダ1部のAFCアヤックスのトレーニングに参加。

### 代表
13歳から各年代別の日本代表に名を連ね、2019年に行われたFIFA U-17ワールドカップでは全4試合に先発出場した。2021年3月19日、東京オリンピックを目指すU-24日本代表に飛び級で初招集された。
東京オリンピックには結局招集されなかったものの、パリオリンピック世代の中心選手として活躍を期待された。しかしサガン鳥栖やレンタル移籍先のガンバ大阪での出場機会が乏しくなり、パリオリンピック出場も逃してしまった。

## 所属クラブ
- 思斉館FC
- サガン鳥栖U-15
- サガン鳥栖U-18（龍谷高等学校[11]）
  - 2020年6月 - 2021年7月  サガン鳥栖（2種登録選手）
- 2021年7月 - 2023年  サガン鳥栖
  - 2023年8月 - 同年12月  ガンバ大阪
- 2024年 -  ガンバ大阪

## 個人成績
| 国内大会個人成績 | 国内大会個人成績 | 国内大会個人成績 | 国内大会個人成績 | 国内大会個人成績 | 国内大会個人成績 | 国内大会個人成績 | 国内大会個人成績 | 国内大会個人成績 | 国内大会個人成績 | 国内大会個人成績 | 国内大会個人成績 |
| 年度             | クラブ           | 背番号           | リーグ           | リーグ戦         | リーグ戦         | リーグ杯         | リーグ杯         | オープン杯       | オープン杯       | 期間通算         | 期間通算         |
| 年度             | クラブ           | 背番号           | リーグ           | 出場             | 得点             | 出場             | 得点             | 出場             | 得点             | 出場             | 得点             |
| 日本             | 日本             | 日本             | 日本             | リーグ戦         | リーグ戦         | リーグ杯         | リーグ杯         | 天皇杯           | 天皇杯           | 期間通算         | 期間通算         |
| ---------------- | ---------------- | ---------------- | ---------------- | ---------------- | ---------------- | ---------------- | ---------------- | ---------------- | ---------------- | ---------------- | ---------------- |
| 2020             | 鳥栖             | 47               | J1               | 14               | 0                | 1                | 0                | -                | -                | 15               | 0                |
| 2021             | 鳥栖             | 47               | J1               | 34               | 0                | 2                | 0                | 2                | 0                | 38               | 0                |
| 2022             | 鳥栖             | 13               | J1               | 19               | 1                | 6                | 0                | 2                | 0                | 27               | 1                |
| 2023             | 鳥栖             | 13               | J1               | 4                | 0                | 3                | 0                | 2                | 0                | 9                | 0                |
| 2023             | G大阪            | 33               | J1               | 6                | 0                | 0                | 0                | -                | -                | 6                | 0                |
| 2024             | G大阪            | 33               | J1               | 12               | 0                | 1                | 0                | 1                | 0                | 14               | 0                |
| 2025             | G大阪            | 33               | J1               |                  |                  |                  |                  |                  |                  |                  |                  |
| 通算             | 日本             | 日本             | J1               | 89               | 1                | 13               | 0                | 7                | 0                | 109              | 1                |
| 総通算           | 総通算           | 総通算           | 総通算           | 89               | 1                | 13               | 0                | 7                | 0                | 109              | 1                |

- 2020年および2021年7月までは2種登録選手

| 国際大会個人成績 | 国際大会個人成績 | 国際大会個人成績 | 国際大会個人成績 | 国際大会個人成績 |
| 年度             | クラブ           | 背番号           | 出場             | 得点             |
| AFC              | AFC              | AFC              | ACL              | ACL              |
| ---------------- | ---------------- | ---------------- | ---------------- | ---------------- |
| 2025/26/2        | G大阪            | 33               |                  |                  |
| 通算             | AFC              | AFC              |                  |                  |

出場歴
- Jリーグ初出場 - 2020年8月1日 J1第8節 vsFC東京（味の素スタジアム）
- Jリーグ初得点 - 2022年4月6日 J1第7節 vs北海道コンサドーレ札幌（駅前不動産スタジアム）

## 代表歴
- U-15日本代表
  - 2017年 パルヌ・ド・マルヌU-16国際親善トーナメント
  - 2017年 AFC U-16選手権 (予選)（英語版）（グループ1位）
  - 2018年 JENESYS2017日ASEAN U-16サッカー交流大会
- U-16日本代表
  - 2018年 WAFF U16ボーイズチャンピオンシップ
  - 2018年 U-16インターナショナルドリームカップ
  - 2018年 AFC U-16選手権（優勝）
- U-17日本代表
  - 2019年 国際ユースサッカーin新潟
  - 2019年 FIFA U-17ワールドカップ（ベスト16）
- U-18日本代表
  - 2020年 コパ・デル・アトランティコ
- U-19日本代表
  - 2022年 Maurice Revello Tournament
  - 2022年 スペイン遠征
- U-20日本代表
  - 2023年 AFC U20アジアカップ
- U-22日本代表
  - AFC U-23アジアカップ予選
- U-24日本代表
  - 2021年 SAISON CARD CUP 2021

## タイトル

### クラブ
サガン鳥栖U-15
- 日本クラブユースサッカー選手権(U-15)大会：1回（2017年）
- 高円宮杯 JFA 全日本U-15サッカー選手権大会：1回（2017年）

サガン鳥栖U-18
- 日本クラブユースサッカー選手権(U-18)大会：1回（2020年）

### 代表
U-16日本代表
- AFC U-16選手権：1回（2018年）